# Chlorops lepidus
Chlorops lepidus är en tvåvingeart som först beskrevs av Harris 1780.  Chlorops lepidus ingår i släktet Chlorops och familjen fritflugor. Inga underarter finns listade i Catalogue of Life.